# Ådnesøya
Ådnesøya est une île norvégienne du comté de Vestland appartenant administrativement à Bømlo.

## Description
Rocheuse et désertique, elle s'étend sur environ 695 m de longueur pour une largeur approximative de 300 m. Elle compte quatre habitations et est reliée à l'ouest à Store Kjeholmen. 